# 凱斯特海伊
凱斯特海伊（匈牙利語：Keszthely）是匈牙利佐洛州的城市，位於該國西部巴拉頓湖西岸，面積75.98平方公里，每年降雨量495毫米，主要經濟活動是旅遊業，2017年人口19,652。

## 外部連結
- Kesztely.hu（页面存档备份，存于）
- Keszthely at Veszprém University
- Aerial photography: Keszthely（页面存档备份，存于）
- Keszthely in Flickr（页面存档备份，存于）